# HMS Bedouin (F67)
Pour les articles homonymes, voir F67.
Le HMS Bedouin (pennant number F67) est un destroyer de la Royal Navy de la classe Tribal. Lancé le 21 décembre 1937 par William Denny and Brothers, il servit durant la Seconde Guerre mondiale.

## Historique
Il participe à la Seconde bataille de Narvik, où il est légèrement endommagé, et à l'opération Claymore en 1941. Au cours de l'opération Harpoon, il est coulé par l'action combinée des croiseurs italiens Raimondo Montecuccoli, Eugenio di Savoia et par un bombardier-torpilleur SM.79 le 15 juin 1942. Il est frappé par au moins 12 obus de six pouces et par une torpille aérienne avant de sombrer. Le bombardier sera abattu par l'une de ses mitrailleuses de 12,7 mm. Vingt-huit hommes sont tués dans le naufrage et 213 sont faits prisonniers de guerre par la Marine italienne.